# نبال يموت
نبال يموت (وُلِدت في تمّوزعام 1993 في بيروت) سبّاحة لبنانيّة متخصّصة بسباحة الصّدر. أصبحت في سنّ الخامسة عشر الرّياضيّة الأصغر سنًّا التي تمثل لبنان في الألعاب الأولمبيّة الصّيفيّة لعام 2008 في بيجين ونافست في بطولة سباحة الصّدر لمسافة 100 متر للسيّدات. سبحت يموت في الجولة الثّانية من البطولة وحازت على المرتبة الخامسة في هذه الجولة وعلى المرتبة الخامسة والأربعين في البطولة وقطعت المسافة خلال 1:16.17.